# Hasan di Tiro
Tengku Hasan Muhammad di Tiro, född 25 augusti 1925 i Pidie, Aceh, död 3 juni 2010 i Banda Aceh, var en indonesisk (acehnesisk) politiker, grundare av och ledare för Rörelsen för ett fritt Aceh, som ville se ett självständigt Aceh. Han var ättling till den siste sultanen av Aceh. Han bosatte sig i Sverige (i Alby i Botkyrka) år 1980, då läget i Indonesien blev för instabilt.